# ونوس خزپوش (فیلم ۱۹۶۹)
ونوس خزپوش (به انگلیسی: Venus in Furs) با نام اصلی پاروکسیسموس - آیا یک مُرده می‌تواند به‌واسطه عشق دوباره زنده شود؟ (ایتالیایی: Paroxismus - Può una morta rivivere per amore?) که با عنوان فرشته سیاه (به انگلیسی: Black Angel) هم شناخته می‌شود، یک فیلم دلهره‌آور شهوانی به کارگردانی خسوس فرانکو محصول سال ۱۹۶۹ است.

## بازیگران
- جیمز دارن
- ماریا رم
- کلاوس کینسکی
- دنیس پرایس
- مارگارت لی
- پل مولر
- باربارا مک‌نیر
- خسوس فرانکو